# Непорожнев, Николай Иванович
Николай Иванович Непорожнев (1838 — после 1917) — действительный тайный советник (1912) при Министерстве императорского двора, член комитета о службе чинов гражданского ведомства.

## Биография
Родился в 1838 году. В 1858 году из школы гвардейских подпрапорщиков выпущен в лейб-гвардии Гатчинский полк. По оставлении военной службы, в 1860 году причислен к министерству внутренних дел. В 1863 году избран секретарём дворянства Санкт-Петербургской губернии и состоял в этой должности до 1866 года. С 1866 по 1869 годы был мировым судьёй Санкт-Петербурга. В 1869 году назначен гродненским губернским прокурором, а в 1870 году прокурором Полтавского окружного суда. В 1872 году назначен товарищем прокурора Казанской судебной палаты, в 1874 году товарищем прокурора Одесской судебной палаты. Во время исполнения этой должности в 1879 году направлял дознание по делу о краже 1.600.000. руб. из Херсонского казначейства, за что был произведён в чин действительного статского советника.
В 1879 году назначен председателем Саратовского окружного суда, в 1888 году — членом консультации при министерстве юстиции, в 1889 назначен герольдмейстером департамента герольдии Правительствующего сената, а в 1894 назначен членом комитета о службе чинов гражданского ведомства.
Зимой 1898 года был командирован в Сеул для разработки с Н. Г. Матюниным условий передачи России концессии на разработку корейских золотых приисков. Эта миссия потерпела неудачу, однако «владивостокский купец Бринер получил лесную концессию на Ялу и Тумыни, перекупленную у него министерством двора в мае 1898 года через подставных лиц (Непорожнев и Матюнин)».

## Публикации
- Записка о деятельности Саратовского окружного суда в 1885 году. — Саратов: тип. П. С. Феокритова
- Списки титулованным родам и лицам Российской Империи. Издание Департамента Герольдии Правительствующаго Сената. — СПб., 1892